# 馬特維伊夫卡 (韋謝列區)
47°4′21″N 35°8′46″E / 47.07250°N 35.14611°E
馬特維伊夫卡（烏克蘭語：Матвіївка）是位於烏克蘭東南部的村莊，由扎波羅熱州梅利托波爾區的新烏斯佩尼夫卡市鎮負責管轄。該村始建於1842年，面積4.7平方公里，海拔高度73米，2001年人口915，人口密度每平方公里194.7人。